# Sam Worthington
Samuel Henry J. "Sam" Worthington (Godaming, Engleska, 2. kolovoza 1976.), australski je glumac. Rođen je u Engleskoj, no još kao dijete emigrirao je s roditeljima u Australiju.  Najpoznatiji je po ulogama u filmovima Avatar  kao Jake Sully, Terminator: Spasenje kao Marcus Wright te u filmu iz 2010. godine, Sudar titana, kao Perzej.

## Životopis
Worthington je rođen u mjestu Godaming, u pokrajini Surrey,  u Engleskoj, a tijekom djetinjstva preselio se u mjesto Perth u Zapadnoj Australiji. Odrastao je u Warnbrou,  predgrađu Rockinghama. Njegov otac, Ronald, radio je kao zaposlenik u elektrani, dok se njegova majka, domaćica, brinula za njega i njegovu sestru. Pohađao je John Curtin College of the Arts, napustio školu sa 17 godina i radio različite poslove u Sydneyju,  među kojima je građevinarstvo. S 19 godina, dok je još radio kao zidar,  prijavio se na audiciju Nacionalnog instituta za dramsku umjetnost (NIDA), te je prošao i dobio stipendiju.

## Karijera
Nakon mature na NIDA, 1998. godine, Worthington je nastupio u produkciji drame Davida Harea Judin poljubac, za tvrtku Company B, u Belvoir St kazalištu. Glumio je u nizu australskih filmova i TV serija, uključujući i prvu pravu ulogu u filmu Muškarci u čizmama za step (2000.) i vodećim ulogama u filmovima Prljava posla (2002.), Krenuti pravim putem (2003.), Somersault (2004.) i modernom australskom prepričavanju Macbetha (2006.). Worthington je u 20. godini bio nominiran za najboljeg glavnog glumca Australskog filmskog instituta (AFI)  za njegovu ulogu u filmu Muškarci u čizmama za step i 1999. godine osvojio je AFI nagradu za najboljeg glumca za ulogu u filmu Somersault. U Australiji je dobro poznat po ulozi u hvaljenoj australskoj TV seriji Love My Way.
Američka televizijska publika upoznala je Worthingtona kao gosta u 97. epizodi serije JAG. Worthingtonova međunarodna filmska karijera je započela nizom manjih uloga u holivudskim produkcijama kao što su Hartov rat iz 2002. godine i Veliki pohod iz 2005. godine, koji je snimljen u Australiji. On je bio jedan od nekoliko glumaca koji su bili u razmatranju da preuzmu ulogu Jamesa Bonda od Piercea Brosnana u filmu Casino Royale iz 2006. godine. Ulogu je, naposljetku, dobio Daniel Craig. U filmu Terminator: Spasenje, Worthington glumi kiborga Marcusa Wrighta, koji pomaže ljudima, unatoč njihovim sumnjama u njega.
U znanstveno-fantastičnom filmu Avatar,  Worthington glumi Jakea Sullyja, paraplegičara,  bivšeg američkog marinca koji se nađe u središtu rata između vlastite vrste i autohtonog Na'vi naroda mjeseca Pandore. Worthington je glumio Perzeja u prerađenoj ekranizaciji filma Sudar titana.
U siječnju 2010. godine, dobio je ulogu u filmu Dracula Year Zero.  Također je dobio ulogu u trileru The Fields,  u kojem će glumiti zvijezdu Jeffrey Dean Morgan.
Worthington je jedan od favorita među glumcima koji se smatraju nasljednikom Daniela Craiga u ulozi Jamesa Bonda.

## Privatni život
Kada je Worthington imao 30 godina, prodao je većinu svog imetka i završio s dvije tisuće dolara na svom računu. Tada je kupio automobil i živio u njemu kratko razdoblje svog života. Trenutno nema stalno prebivalište već odsjeda u hotelima,  ovisno o potrebama glumačke karijere. U vezi je sa stilisticom iz Sydneyja,  Natalie Mark. 

## Filmografija
| Film        | Film                       | Film                     | Film                                           |
| Godina      | Film                       | Uloga                    | Bilješke                                       |
| ----------- | -------------------------- | ------------------------ | ---------------------------------------------- |
| 2000.       | Muškarci u čizmama za step | Mitchell Okden           |                                                |
| 2002.       | Hartov rat                 | Cpl. B.J. 'Depot' Guidry |                                                |
| 2002.       | Prljava posla              | Darcy                    |                                                |
| 2003.       | Krenuti pravim putem       | Barry 'Wattsy' Wirth     |                                                |
| 2004.       | Somersault                 | Joe                      | AFI nagrada za najboljeg glumca                |
| 2004.       | Thunderstruck              | Ronnie                   |                                                |
| 2005.       | Veliki pohod               | Lucas                    |                                                |
| 2005.       | Fink!                      | Able                     |                                                |
| 2006.       | Bajka grada                |                          |                                                |
| 2006.       | Macbeth                    | Macbeth                  |                                                |
| 2007.       | Užas iz rijeke             | Neil                     |                                                |
| 2009.       | Terminator: Spasenje       | Marcus Wright            |                                                |
| 2009.       | Avatar                     | Jake Sully               | Nominiran — Nagrada Saturn za najboljeg glumca |
| 2010.       | Last Night                 | Michael Reed             |                                                |
| 2010.       | Sudar titana               | Perzej                   |                                                |
| 2010.       | The Debt                   | Mladi David              | Pretprodukcija                                 |
| 2010.       | The Candidate              |                          | Pretprodukcija                                 |
| 2010.       | The Texas Killing Fields   |                          | Pretprodukcija                                 |
| 2011.       | Dracula Year Zero          | Dracula                  | Pretprodukcija                                 |
| Televizija  |                            |                          |                                                |
| Godina      | Naslov                     | Uloga                    | Bilješke                                       |
| 2000.       | JAG                        | Dunsmore                 |                                                |
| 2000.       | Water Rats                 | Phillip Champion         |                                                |
| 2000.       | Blue Heelers               | Shane Donovan            |                                                |
| 2004./2005. | Love My Way                | Howard Light             |                                                |
| 2005.       | The Surgeon                | Dr. Sam Dash             |                                                |
| 2006.       | Two Twisted                | Gus Rogers               |                                                |

## Vanjske poveznice
- ArtistDirect.com Intervju - Clash Of the Titans  Arhivirana inačica izvorne stranice od 13. siječnja 2016. (Wayback Machine)
- Profil na IMDb-u